# Zolotonosha
Zolotonosha (tiếng Ukraina: Золотоноша) là một thành phố nằm ở tỉnh Cherkasy (tỉnh) miền trung Ukraina. Đây là trung tâm hành chính của Zolotoniskyi Raion tuy nhiên thành phố này có cấp hành chính là một huyện riêng trong tỉnh này.
Zolotonosha nằm bên sông Zolotonoshka, một chi lưu của sông Dnieper có cự ly 30 km so với trung tâm của thành phố tỉnh lỵ Cherkasy.  Thành phố cũng nằm bên tuyến đường sắt Bakhmach-Odessa, và trên tuyến đường bộ Kiev-Kremenchuk vàd Cherkasy-Shramivka. 

## Người Zolotonosha
- Isaac Boleslavsky.
- Ber Borochov.